# Stephanie Cox (Politikerin)

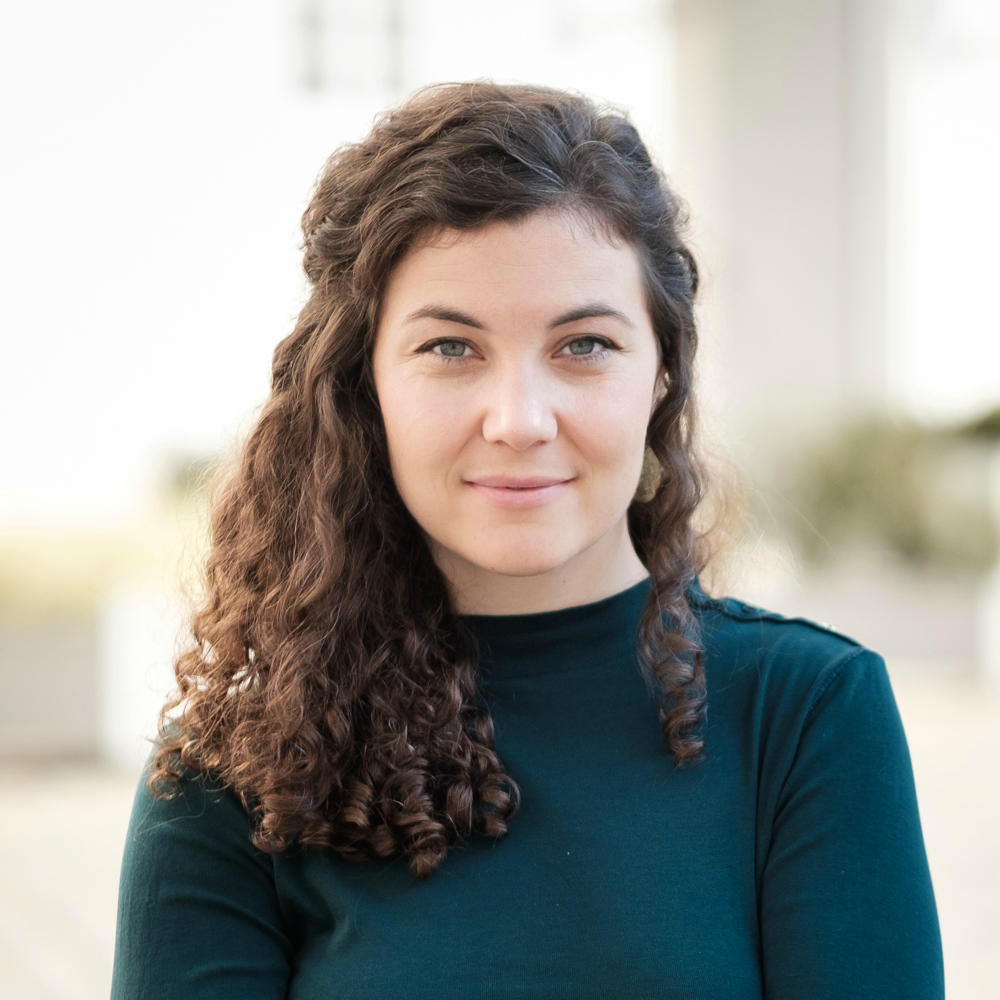
Stephanie Cox (2018)

Stephanie Cox (geboren 31. Jänner 1989 in Sydney) ist eine österreichische Unternehmerin und Politikerin (JETZT). Vom 9. November 2017 bis zum 22. Oktober 2019 war sie Abgeordnete zum österreichischen Nationalrat.

## Leben
Cox lebt seit ihrer Kindheit in Österreich. Sie begann ihre Berufstätigkeit als selbstständige Beraterin und Coach von Start-up-Unternehmen. Von 2010 bis 2012 war sie Projektmanagerin bei Start Europe (später umbenannt zu Pioneers), danach Forscherin und Vortragende im Rahmen des Projekts Talkshow Africa in Tansania sowie Mitarbeiterin bei Ashoka, einer amerikanischen Non-Profit-Organisation zur Förderung von sozialem Unternehmertum. Ab 2010 war sie als Moderatorin und Organisatorin von Events und Versammlungen tätig – beispielsweise für den Rise Up Summit in Kairo oder die DNX Global in Berlin.
Von 2009 bis 2013 unterrichtete sie Englisch an der Berlitz School in Wien und studierte ab 2010 an der Universität Wien Kultur- und Sozialanthropologie mit Fokus auf Wirtschafts- und Organisationsanthropologie. Ein Auslandssemester verbrachte sie an der Universität Utrecht. 2015 schloss sie ihr Studium mit einem B.A. ab. 
2014 war sie Mitgründerin und Organisatorin von TEDxDonauinsel, 2016 Mitgründerin von Chancen:reich, der österreichischen Berufsmesse für geflüchtete Menschen. Cox ist seit 2014 Mitglied der Global Shapers Community, einer weltweiten Vereinigung junger Menschen, die Verantwortung für den Planeten übernehmen wollen.

## Politisches Wirken
Stephanie Cox ist am 9. November 2017 neben sechs weiteren Mandataren der ehemaligen Liste Pilz (seit Dezember 2018: JETZT) als politische Quereinsteigerin in den österreichischen Nationalrat eingezogen. Mit damals 28 Jahren gehört sie zu den 13 jüngsten Abgeordneten der 86. Gesetzgebungsperiode. Im Parlamentsklub von JETZT ist sie seit dem Sprecherin für Bildung, Digitalisierung und Gleichbehandlung. Mediale Aufmerksamkeit erlangt Cox unter anderem für ihre Forderungen nach einem inklusiven und chancengerechten Bildungssystem, die Erarbeitung einer österreichischen Strategie für den Einsatz von Künstlicher Intelligenz und ihren dringlichen Antrag, der die österreichische Regierung dazu auffordert, die Forderungen der Aktivisten von Fridays For Future ernstzunehmen. Nachdem die Regierung unter Bundeskanzler Sebastian Kurz abgewählt wurde, verkündete Cox am 2. Juli 2019, dass sie bei den vorgezogenen Nationalratswahlen 2019 nicht mehr kandidieren wird.

## Nachweise
1. ↑  Neuer Name – Liste Pilz setzt auf „Jetzt“. In: orf.at. 19. November 2018, abgerufen am 22. September 2021.
2. ↑  Kirk-Anthony Hamilton: Who are the Global Shapers? In: Huffpost. 6. Dezember 2017, abgerufen am 15. Februar 2023 (englisch).
3. ↑  Altersstruktur im Nationalrat am 24.11.2017. In: parlament.gv.at. 24. Juli 2017, abgerufen am 1. August 2019.
4. ↑  Stephanie Cox: Meine Vision. In: Website von Stephanie Cox. Stephanie Cox, abgerufen am 1. August 2019.
5. ↑  Cox zum Bildungsprogramm: „Wer ohne goldenen Löffel geboren wird oder anders ist, hat Pech gehabt“. In: bizeps.at. BIZEPS – Zentrum für Selbstbestimmtes Leben, 17. Dezember 2017, abgerufen am 1. August 2019.
6. ↑  Österreich trödelt bei KI-Strategie. In: futurezone.at. Futurezone GmbH, 24. August 2018, abgerufen am 1. August 2019.
7. ↑  Dringliche zu Klimawandel-Demos: JETZT fordert CO2-Steuer. In: vienna.at. Russmedia Digital GmbH, 26. März 2019, abgerufen am 1. August 2019.
8. ↑  Stefan Mey: Stephanie Cox wird nicht mehr für den Nationalrat kandidieren. In: derbrutkasten.at. Brutkasten Media GmbH, 2. Juli 2019, abgerufen am 1. August 2019.

| Personendaten    | Personendaten                                 |
| ---------------- | --------------------------------------------- |
| NAME             | Cox, Stephanie                                |
| KURZBESCHREIBUNG | österreichische Unternehmerin und Politikerin |
| GEBURTSDATUM     | 31. Januar 1989                               |
| GEBURTSORT       | Sydney                                        |